# Mysidioides ariensis
Mysidioides ariensis är en insektsart som beskrevs av Frederick Arthur Godfrey Muir 1914. Mysidioides ariensis ingår i släktet Mysidioides och familjen Derbidae. Inga underarter finns listade i Catalogue of Life.